# Piasecki H-21
Piasecki H-21 Workhorse/Shawnee (vzdevek "leteča banana") je bil ameriški enomotorni transportni helikopter s tandem rotorji. Bil je četrti v seriji tandem helikopterjev ameriškega proizvajalca Piasecki Helicopter (kasneje Boeing Vertol). Helikopter je lahko imel več različnih podvozij: kolesa, sanke (smučke) ali pa plovce za pristanek na vodi. Oba rotorja je poganjal en bencinski zvezdasti motor.
Piasecki je originalno razvil H-21 kot arktični reševalni helikopter.

## Specifikacije(CH-21C)
Splošne karakteristike
- Posadka: 3–5 (Pilot, kopilot, komandant, 2 operaterja strojnic (v Vietnamu))
- Število sedežev: 

  - 20 vojakov ali
  - 12 nosil
- Dolžina: 52 ft 6 in (16,01 m)
- Razpon kril: 44 ft 0 in (13,41 m)
- Višina: 15 ft 9 in (4,80 m)
- Površina kril: 3041 ft² (282,6 m²)
- Teža praznega letala: 8950 lb (4058 kg)
- Naložena teža: 15200 lb (6893 kg)
- Maks. vzletna teža: 15200 lb (6609 kg)

 Zmogljivost 
- Maks. hitrost: 127 mph (110 vozlov, 204 km/h)
- Potovalna hitrost: 98 mph (85 vozlov, 158 km/h)
- Doseg: 265 milj (230 nmi, 427 km)
- Višina leta: 9450 ft (2880 m)
- Obremenitev kril: 5 lb/ft² (24 kg/m²)

Oborožitev

- Različno, po navadi 1 ali 2  .50 (12,7 mm) strojnici ali 7,62 mm M60 strojnice